# Шинник Ярославъл
„Шинник“ е футболен клуб в гр. Ярославъл, Русия. От 1957 до 1960 г. се казва „Химик“.

## История
Най-голямото постижение на отбора е 1/4 финал за купата на СССР през 1964 г. От 1971 играе в първа лига на СССР, а по-късно и във Висшата дивизия на Русия, откъдето изпада през 1992. През 1997 г. тимът става 4-ти в РФПЛ, а през 1998 г. достига до 3-ти кръг в турнира на „Интертото“, където отпада от Валенсия. През 2003 г. „Шинник“ завършват 5-и в първенството. Достигат до 2 кръг на „Интертото“, побеждавайки Теплице. Във втория кръг руснаците са сразени от Униао Лейрия.
Отборът се задържа в средата на таблицата в първенството, докато не изпада през 2006. През 2007 отборът печели първа дивизия и отново играе в РФПЛ. От 2009 г. тимът се състезава в Първа дивизия. През 2011/12 Шинник завършва 4-ти и играе плейофи с ФК Ростов за класиране в Премиер-лигата, но губи и в двата мача.

## Известни играчи
- Денис Бояринцев
- Павел Погребняк
- Дмитрий Сенников
- Емир Спахич
- Валерий Катинсус
- Али Ндри
- Дмитрий Мичков
- Елдар Низамутдинов
- Максим Бузникин

## Български футболисти
- Мартин Кушев: 2003/04 (40 мача - 10 гола)
- Радостин Станев: 2003/04 (17 мача - 0 гола)
- Здравко Лазаров: 2008-пролет (14 мача - 2 гола)